# Île de Mancel
L'île de Mancel est une île inhabitée de la commune de Séné (Morbihan), située dans l'anse de Mancel, une vasière du golfe du Morbihan. Elle culmine à 6 mètres d'altitude et s'étend sur environ 2 hectares.

## Géographie
L'île, de plan grossièrement triangulaire, fait face à l'entrée de l'anse. Elle est éloignée de 300 m du rivage de l'anse, au niveau de l'ancienne ferme de Bilherbon, mais est accessible à pied à marée basse.

## Histoire
Pendant plus d'un siècle, de 1830 à 1937, l'île de Mancel était rattachée au continent : en effet, l'anse de Mancel était coupée du golfe du Morbihan par une double digue, asséchée et utilisée comme terre agricole.
L'île a abrité une des trois casernes de douaniers de Séné, la caserne Billorois, jusqu'en 1879, année où elle a été démolie.